# 抚州北站
抚州北站在江西省抚州市臨川區抚北鎮，是抚江铁路和昌福铁路上的一座客、货运三等站，由南昌铁路局南昌车务段管辖；距離的城區臨川區約6公里。

## 历史
1961年8月向乐线开始建设，1963年9月江家到抚州北开始施工，年底铺轨至抚州北:53。
1964年3月开始工程临时运营，11月抚州北以南开始铺轨；1965年10月16日到26日南昌铁路局进行验收，11月全线办理临时运营，12月8日到24日办理交接，1966年1月1日正式交付运营:53。
1995年为向乐线上的三等站，由上海铁路局南昌铁路分局管辖:100。
2003年为向乐线上客、货运三等站，由南昌铁路局管辖，离向塘西62公里，距江边村60公里:382。
2004年为向乐线上三等站，由南昌铁路局管辖:77；2006年同:40。
2007年11月24日向莆铁路江西段开工，确认沿线将设抚州北站。
2008年为向乐线上客、货运三等站，由南昌铁路局管辖:40；2012年同:40。
由于新建的向莆铁路经过抚州北站，因此本站需改造，2011年6月21日改造工程开始；8月11日车站主体封顶。
2012年7月31日改造后的抚州北站正式启用，向乐线也恢复运行。
2013年5月6日向乐线为保证抚江铁路联调联试停运，之后确认向乐线在向莆铁路通车后不会恢复客运服务因此抚州北站也将停止客运服务。
2015年为抚江铁路和昌福铁路上的客、货运站，且为抚江线起讫站，由南昌铁路局管辖:40。
2016年南昌铁路局重新公布了管内的车站等级，本站为三等站。

## 车站结构
新站房主体一层，高12.43米，总建筑面积999平方米，只有一个侧式站台靠着站房，站台有悬挑钢架雨棚；车站总体覆盖2193平方米。
昌福铁路的建设时本站进行了改造，改造前车站规模为2站台5线，以站房起为：侧式站台、股道、股道、岛式站台、股道、股道、股道。
改造后原客运区域只有多条股道，而新客运区域相比原客运区域北移了近700米；由于向莆铁路通车后抚州站将承当主要客运服务，因此本站改造后的规模为1站台6线，站台为侧式站台，为低站台。

## 邻近车站
- 当前的邻近车站

- 过去的邻近车站